# Kwintus Cecyliusz Metellus Celer
Kwintus Cecyliusz Metellus Celer (łac. Quintus Caecilius Metellus Celer; ur. przed 103 p.n.e., zm. 59 p.n.e.) – członek wpływowego plebejskiego rodu rzymskiego Cecyliuszy, konsul z roku 60, dwukrotny namiestnik Galli Przedalpejskiej. 

## Życiorys
Syn Kwintusa Cecyliusza Metellusa Celera, trybuna ludu w 90 p.n.e. i Serwilii. Historycy przez długi czas uważali, że był rodzonym synem Kwintusa Cecyliusza Metellusa Neposa Starszego, konsula 98 p.n.e., jednakże T. P. Wiseman w swoim artykule wykazał, że Nepos Starszy nie miał rodzonych dzieci i to on adoptował młodszego brata Celera, zwanego od tej pory Kwintusem Cecyliuszem Metellusem Neposem. W 78 p.n.e. był trybunem wojskowym, w 68 p.n.e. został trybunem ludowym (możliwe jednak, że tym trybunem był jego brat Nepos Młodszy).
W 66 p.n.e. Celer służył jako legat Pompejusza na Wschodzie, uczestnicząc w walkach z królem Armenii Tigranesem. Wojska Pompejusza spędzały zimę podzielone na trzy części. Obóz, którym dowodził Celer został zaatakowany przez Oroesesa, króla Albanów, mieszkających poza rzeką Cyrnus. Celer zdecydowanie odparł atak Albanów. W 63 p.n.e. został pretorem. Doszło wtedy do procesu, w którym Tytus Labienus, zaskarżył Gajusza Rabiriusza za zabicie Saturninusa (sprawa dotyczyła wydarzeń sprzed trzydziestu sześciu lat, gdy walkę z Saturninem zlecił senat ówczesnym konsulom). Proces doprowadził do burzliwych starć i sporów. Dzięki postawie Cezara doszło do skazania Rabiriusza. Rabiriusz zgłosił apelację, ale i tak lud uznałby go winnym, gdyby nie zapobiegł temu Metellus Celer, doprowadzając do zerwania zgromadzenia (komicja centurialne).
Był to też rok walki ze sprzysiężeniem Katyliny. Celer zbierał wojska przeciw niemu w Picenum i Galii.
Od 63 p.n.e. Celer wchodzi w skład kolegium augurów. W 62 i 61 p.n.e. był namiestnikiem Galii Przedalpejskiej w randze prokonsula. W 60 p.n.e. został konsulem. Aktywnie sprzeciwiał się zatwierdzeniu zarządzeń Pompejusza na Wschodzie i przyznaniu ziemi jego weteranom. Bezwzględny opór Metellusa i jego atak na trybuna zgłaszającego wniosek o przydziale ziemi spowodował, że trybun ten, Lucjusz Flawiusz kazał wtrącić go do więzienia. Metellus usiłował zebrać senat w więzieniu. Trybun umieścił ławkę trybuńską tuż przy wejściu do więzienia, usiadł na niej i zagrodził drogę do wejścia. Wtedy Metellus rozkazał przebić mur więzienny, by senat mógł wejść do środka. Przebieg wydarzeń zmusił Pompejusza do ustępstw. W 59 p.n.e. ponownie objął namiestnictwo Galii jako prokonsul. 
Celer zmarł w 59 p.n.e. prawdopodobnie otruty przez żonę, Klodię.